# Cresserons
Cresserons là một xã ở tỉnh Calvados, thuộc vùng Normandie ở tây bắc nước Pháp.

## Dân số
| Năm | 1962 | 1968 | 1975 | 1982 | 1990 | 1999  |
| --- | ---- | ---- | ---- | ---- | ---- | ----- |
| Dân số | 405  | 393  | 435  | 785  | 953  | 1 202 |
| From the year 1962 on: No double counting—residents of multiple communes (e.g. students and military personnel) are counted only once. |      |      |      |      |      |       |